# Ar Nur
Ar Nur (en rus: Ар Нур) és un poble (un possiólok) de Calmúquia, a Rússia, segons el cens del 2012 no tenia cap habitant. Pertany al districte municipal de Tróitskoie.